# Лептиктиды
Лептикти́ды (лат. Leptictida, по названию рода Leptictis) — отряд вымерших плацентарных млекопитающих.

## Систематика
Таксон Leptictida в ранге надотряда выделен американским палеонтологом М. Маккенной в 1975 году; в 1986 году другой американский палеонтолог, М. Новачек, предложен рассматривать его в ранге отряда, что стало практически общепринятым.
Систематическое положение лептиктид остаётся неясным: их включали в грандотряд Glires либо сближали с группой насекомоядных (Lipotyphla); по результатам исследований 2007 года, лептиктиды либо представляют собой базальную группу эутериев, либо входят в состав надотряда афротериев, являясь сестринской кладой для отряда прыгунчиковых (Macroscelidea). Ряд палеонтологов считает, впрочем, сходство лептиктид и прыгунчиков чисто внешним (вызванным приспособлением к рикошетирующему бегу) и возвращается к гипотезе о сестринских взаимоотношениях лептиктид и насекомоядных.

## Описание
Лептиктиды появились в конце мела — начале палеоцена, изначально являясь по типу питания насекомоядными. Вымерли лептиктиды в олигоцене. Наиболее сохранившимися находками представлен род Leptictidium; они относятся к среднему эоцену и сделаны в карьере Мессель, Германия. Именно этим находкам мы обязаны большинством сведений о посткраниальном скелете лептиктид.
Остальные представители отряда известны в основном по черепам, которые сохранились достаточно хорошо. Они представляли собой неспециализированных плацентарных млекопитающих и по многим признакам близки к общему предку плацентарных. Размерами они были с белку (длина черепа до 3 см); имели довольно длинную мозговую камеру (в которой барабанная полость отделялась от твёрдого нёба значительным промежутком) и тонкую и длинную скуловую дугу, напоминая строением черепа современных тупай. Мозг у представителей отряда был весьма примитивен: обонятельные луковицы были очень крупными при сравнительно коротком мозжечке. У лептиктид ещё не было собственно слухового барабана, а барабанная перепонка поддерживалась кольцевидной барабанной костью (как у большинства современных землероек).
Уникальным признаком, выделяющим лептиктид среди других плацентарных, является наличие заметного треугольного выступа теменной кости на её затылочной поверхности. Зубная формула у кайнозойских представителей имеет вид:
{\displaystyle I{2 \over 3}C{1 \over 1}P{4 \over 4}M{3 \over 3}\,\,,}
где {\displaystyle I} — резцы (incisivi), {\displaystyle C} — клыки (canini), {\displaystyle P} — предкоренные (praemolares) и {\displaystyle M} — истинные коренные (molares) зубы (у верхнемелового Gypsonictops сохраняются пять нижних премоляров). Клык и 1-й премоляр являются однокоренными, последний премоляр у лептиктид — моляроподобный. При этом зубы сохраняют примитивный режущий тип строения с присутствием острых бугров на поперечно расширенных верхних молярах. Для нижних моляров характерны сдавленность тригонида в передне-заднем направлении и наличие на талониде обширного, но мелкого бассейна.
Передние конечности у лептиктид были значительно короче задних конечностей (что делает их похожими на кенгуру и тушканчиков). Лучевая и локтевая кости относительно стройные, локтевой отросток — короткий. Бёдра — также стройные. По имеющимся оценкам, длина тела составляла от 60 до 90 см, а масса тела — от 400 до 700 г. Предполагают, что лептиктиды были наземными млекопитающими, способными к быстрому бегу и прыжкам — как на четырёх, так и на двух ногах. Строение передних конечностей указывает на то, что лептиктиды часто рыли землю, добывая пищу или прячась в убежищах.
Особенностью представителей отряда (насколько можно судить о них по ископаемым остаткам Leptictidium из карьера Мессель) был удивительно длинный (по сравнению с современными плацентарными) хвост, который формировали примерно 40 позвонков. Вероятно, он использовался для поддержания равновесия во время прыжков или быстрого бега.

## Классификация
В отряд включают следующие вымершие роды:
- Семейство Gypsonictopidae
  - Gypsonictops
- ? Семейство Pseudorhyncocyonidae
  - Diaphyodectes
  - Fordonia
  - Leptictidium
  - Phakodon
  - Pseudorhyncocyon
- Семейство Leptictidae
  - Amphigyion
  - Gallolectes
  - Labes
  - Lainodon
  - Leptonysson
  - Palaeictops
  - Praolestes
  - Wania
  - Подсемейство Leptictinae
    - Blacktops
    - Diaphyodectes
    - Ictopidium
    - Leptictis — Лептиктисы[1]
    - Myrmecoboides
    - Ongghonia
    - Prodiacodon
    - Protictops